# Jonathan Harris
Jonathan Harris (* 6. November 1914 in Bronx, New York als Jonathan Daniel Charasuchin; † 3. November 2002 in Encino, Los Angeles, Kalifornien) war ein US-amerikanischer Schauspieler und Synchronsprecher.

## Leben
Der spätere Schauspieler änderte 1932 im Alter von 17 Jahren offiziell seinen Nachnamen von Charasuchin auf Harris. Er besuchte die Fordham University und schloss sein Studium der Pharmazie 1936 ab. Daraufhin spielte er an verschiedenen Theatern, bevor er 1942 ein erstes Engagement am Broadway bekam. Wenige Jahre später spielte er in A Flag Is Born eine der Hauptrollen an der Seite von Marlon Brando. 
Ab 1949 arbeitete er auch für das Fernsehen, 1953 erfolgte sein Filmdebüt in Das Schiff der Verurteilten Er hatte Gastauftritte in verschiedenen Fernsehserien wie Peter Gunn, Bonanza, Zorro und Twilight Zone. Zwischen 1959 und 1965 spielte er die zweite Hauptrolle hinter Michael Rennie in der auf dem Film Der dritte Mann basierenden britischen Fernsehserie The Third Man. Seine wahrscheinlich größte Popularität erreichte er, als er von 1965 bis 1968 in 83 Folgen die Rolle des exzentrischen Schurken Dr. Zachary Smith in der amerikanischen Science-Fiction-Serie Verschollen zwischen fremden Welten übernahm. Seine letzte Serienhauptrolle hatte er 1977 in Die Weltraum-Akademie.
Gegen Ende der 1970er Jahre zog sich Harris aus der Schauspielerei vor der Kamera zurück. Anschließend arbeitete er ausschließlich als Sprecher an Zeichentrickserien- und filmen. Eine seiner ersten Sprechrollen war der Zylone Lucifer in der Serie Kampfstern Galactica. Harris arbeitete häufig für Disney und war 1998 mit Das große Krabbeln und Toy Story 2 an zwei Pixar-Produktionen beteiligt.
Harris starb im November 2002 im Alter von 87 Jahren. Er hinterließ seine Ehefrau, mit der er seit 1938 verheiratet gewesen war, und einen gemeinsamen Sohn.

## Filmografie (Auswahl)

### Als Schauspieler
- 1951–1957: Westinghouse Studio One (Fernsehserie, 6 Folgen)
- 1953: Das Schiff der Verurteilten (Botany Bay)
- 1954: Rod Brown of the Rocket Rangers (Fernsehserie, Folge 1x42)
- 1959: Vater ist der Beste (Father Knows Best, Fernsehserie, Folge 5x30)
- 1959: Der Fischer von Galiläa (The Big Fisherman)
- 1959: Catch Me If You Can
- 1959–1965: Gefährliche Geschäfte (The Third Man, Fernsehserie, 50 Folgen)
- 1961: Unwahrscheinliche Geschichten (The Twilight Zone, Fernsehserie, 2 Folgen)
- 1963: Bonanza (Fernsehserie, Folge 5x02)
- 1965–1968: Verschollen zwischen fremden Welten (Lost in Space, Fernsehserie, 83 Folgen)
- 1968/1970: Verliebt in eine Hexe (Bewitched, Fernsehserie, 2 Folgen)
- 1970: Mini-Max (Get Smart, Fernsehserie, Folge 5x20 Ein treuer Diener seines Herrn)
- 1973: Sanford and Son (Fernsehserie, Folge 2x22)
- 1977: Die Weltraum-Akademie (Space Academy, Fernsehserie, 15 Folgen)
- 1978: O'Malley, bitte melden (Last of the Good Guys, Fernsehfilm)
- 1978: Vegas (Vega$, Fernsehserie, Folge 1x04)
- 1979: Fantasy Island (Fernsehserie, Folge 3x14)

### Als Synchronsprecher
- 1978–1979: Kampfstern Galactica (Battlestar Galactica, Fernsehserie, 9 Folgen, Stimme von Lucifer)
- 1985: Rainbow Brite – Regina im Regenbogenland (Rainbow Brite and the Star Stealer, Stimme von Count Blogg)
- 1986: Regina Regenbogen (Rainbow Brite, Fernsehserie, 4 Folgen, Stimme von Count Blogg)
- 1987: Pinocchio und der Herrscher der Nacht (Pinocchio and the Emperor of the Night, Stimme von Grumblebee)
- 1987: Die Visionäre – Ritter des magischen Lichts (Visionaries: Knights of the Magical Light, Fernsehserie, 13 Folgen, Stimme von Mortredd)
- 1988: Bravestarr (Fernsehserie, 2 Folgen, Stimme von Professor Moriarty)
- 1991: Darkwing Duck (Fernsehserie, Folge 1x60 Superagent Derrik Bunt, Stimme von Phineas Sharp)
- 1993–1994: So ein Satansbraten (Problem Child, Fernsehserie, 26 Folgen, Sprechrolle)
- 1994: Aladdin (Fernsehserie, Folge 1x75, Stimme von Ajed Al-Gebraic)
- 1996: Mighty Ducks – Das Powerteam (Mighty Ducks, Fernsehserie, Folge 1x21, Stimme von Lord Gargan)
- 1996–1997: Die Maske (The Mask: Animated Series, Fernsehserie, 2 Folgen, Stimme von Satan)
- 1996–1997: Freakazoid! (Fernsehserie, 6 Folgen, Stimme von Professor Jones)
- 1997: Superman (Superman: The Animated Series, Fernsehserie, Folge 2x07, Stimme von Julian Frey)
- 1998: Die Biber Brüder (The Angry Beavers, Fernsehserie, Folge 2x09, Stimme von Julius Caesar)
- 1998: Das große Krabbeln (A Bug’s Life, Stimme von Manny)
- 1999: Toy Story 2 (Stimme von The Cleaner)
- 2000: Captain Buzz Lightyear – Star Command (Buzz Lightyear of Star Command, Fernsehserie, 2 Folgen, Stimme von Era)

## Broadway (Auswahl)
- 1944: Right Next to Broadway
- 1946: A Flag Is Born
- 1948: The Madwoman of Chaillot
- 1952: The Grass Harp
- 1953: Hazel Flagg